# توني مارتن (مجدف)
توني مارتن (بالإنجليزية: Anthony Edward Martin, III)‏ هو مجدف أمريكي، ولد في 3 سبتمبر 1947 في فيلادلفيا في الولايات المتحدة، وتوفي في 13 مايو 2005.

## وصلات خارجية
- توني مارتن على موقع الاتحاد الدولي للتجديف (الإنجليزية)
- توني مارتن على موقع أوليمبيديا (الإنجليزية)